# Баришшя
Баришшя (рос. Барышье) — село в Брянському районі Брянської області Російської Федерації.
Населення становить 14 осіб. Входить до складу муніципального утворення Новосельське сільське поселення.

## Історія
Від 2005 року входить до складу муніципального утворення Новосельське сільське поселення.

## Населення
| 2010 | 2013 |
| ---- | ---- |
| 15   | ↘14  |